# 月之戀人—步步驚心：麗
《月之戀人—步步驚心：麗》（：／）為韓國SBS於2016年8月29日起播出的月火連續劇。於2016年1月開機拍攝，改編自中國原創小說《步步驚心》及同名電視劇。由李準基、李知恩及姜河那主演，《那年冬天風在吹》、《沒關係，是愛情啊》金圭泰導演與《最後之舞》趙允英作家聯手打造。
2015年，本劇原定名稱為《月亮的戀人》，後為了遵循原版片名「一步一步都很驚心動魄」的意思，以及將以高麗時代歷史為背景進行戲劇改編的故事，2016年1月4日決定將片名變更為《步步驚心：麗》。最後於同年7月4日則決定平衡兩個劇名的意思而合併成一個劇名《月之戀人－步步驚心：麗》。
有別於多數韓劇「一邊拍一邊播」的製劇方式，此劇在完成所有製作過程才播出。劇組已於2016年6月30日殺青，同年8月29日正式播出。
海外播映權方面，KKTV獲得台灣OTT零時差播映權，MyVideo則於全劇播畢後一次完整上架，樂視獲得香港獨家播映權，新加坡、馬来西亞、汶莱和印尼可通过ONE TV ASIA频道与韓国同步播出。

## 劇情簡介
本作根據中國原創小說翻拍的同名電視劇《步步驚心》改編，講述生活在21世紀的女子高夏真（李知恩飾）某天為了解救意外落水的小男孩跳進湖中，結果溺水同時發生日全蝕現象，靈魂穿越到高麗王朝附身在少女解樹身上，和四皇子王昭（李準基飾）之間的浪漫愛情故事，以及高麗宮廷火熱的皇權競爭。

## 演員陣容
高麗王朝初期採用「外王內帝」政策，對國內臣民稱帝，受中原王朝冊封高麗國王，本劇角色介紹根據歷史記載和劇本翻譯。

### 主要人物
| 演員   | 角色   | 介紹 | 原著角色     | 國語配音 | 粵語配音   | 粵語配音 |
| 演員   | 角色   | 介紹 | 原著角色     | 國語配音 | 有線／樂視 | Viu      |
| 李準基 | 王昭   | 第一男主角。四皇子。喜歡解樹。 生母忠州院皇后在他小時候為了威脅太祖劃傷他的左臉結果留下醜陋的疤痕，因為這樣沒有人願意直視他，害怕甚至厭惡他，自此成為狼一般冷血的人，並把自己封閉在冷酷的面具之下，但其實內心極度渴望親情。 因解樹的傻氣耿直，對他不但不害怕還很關心，且在解樹的幫助下得以脫下面具示人而漸漸愛上解樹。 本對皇位並不嚮往，但在三皇子王堯的逼迫下將十皇子王銀殺死後決定成為皇帝，想改變手足相殘的悲劇。 雖然深愛解樹，但無名無分的解樹只會不斷動搖身為光宗的地位，聽聞八皇子王旭曾與解樹訂下婚約而盛怒將解樹送出宮，卻至死不曾再相見而懊悔終生。                                                                          | 胤禛（四爺） | 于正昌   | 羅偉傑     | 陳成港   |
| 李知恩 | 解樹   | 女主角。16歲的高麗王朝少女，四皇子王昭的愛人。 擅長利用韓藥材製作沐浴劑及化妝品，也有高明的化妝技巧。 起初喜歡八皇子王旭，其後發現王旭比起自己更重視家族而感到灰心，歷經患難後愛上四皇子王昭。 穿越後的解樹個性活潑可愛，正義感強，受眾皇子愛戴。差點因為政治聯姻嫁給太祖，得知身體有缺陷的女人不能嫁給皇帝，在新婚之夜割腕自殘以示拒婚，亦因而被貶為茶美院宮女。經歷許多生死離別讓她看透很多，也漸漸成熟，孩子氣完全消失殆盡。雖然深愛王昭，但無法成為皇后也無法成為皇帝的依靠，請求王昭讓自己離宮，依定宗遺詔嫁給王貞。生下王昭的女兒後身體逐漸虛弱，最終心悸死在十四皇子王貞懷裡借此返回現代，臨終前交代王貞千萬不能讓女兒進宮生活。 | 馬爾泰·若曦  | 楊凱凱   | 石梓晴     | 楊婉潼   |
| 李知恩 | 高夏真 | 穿越前的女主角。生活在21世紀，22歲的化妝品門市服務員。 遭男友劈腿及詐騙存款，失落之際到公園湖邊藉酒澆愁，看到意外落水的小男孩為了救他跟著跳進湖中反而讓自己溺水，同時發生日蝕一朝穿越到高麗王朝，靈魂附在16歲的少女解樹身上。穿越後因性格與原本文靜的解樹完全不同，且經常抱持著21世紀男女平等的想法頂撞皇子們，而發生許多故事。 返回現代後一度認為穿越時發生的事情全都是昏迷時作的夢，但在一次百貨公司舉辦與高麗王朝相關文化的展覽中見到有關高麗王宮中的文物和王昭的畫像，才驚覺並非夢境，此時的夏真才深感懊悔離開王昭。 | 張曉         | 楊凱凱   | 石梓晴     | 楊婉潼   |
| 姜河那 | 王旭   | 第二男主角。八皇子。喜歡解樹。 與四皇子王昭同年出生，卻有著不同的命運和性格成長。個性小心謹慎、深思熟慮，文學素養及處事上每一方面都非常出色。 出生在皇甫家，原先家族因忠州院皇后陷害遭流放，後受到解氏家門的幫助得以重新立足並返回皇子之位。背負著家族的壓力想當上皇帝，為了保護家族及自己一度與三皇子王堯同盟，最終被親妹妹皇甫妍華拋棄。 | 胤禩（八爺） | 黃天佑   | 袁德基     | 劉達斌   |

### 高麗皇室
| 演員   | 角色             | 介紹 | 原著角色                    | 國語配音 | 粵語配音                          | 粵語配音 |
| 演員   | 角色             | 介紹 | 原著角色                    | 國語配音 | 有線／樂視                        | Viu      |
| 趙敏基 | 太祖王建         | 高麗王朝的開國君主及當代皇帝，眾皇子之父。豪放、狡猾且殘忍。(雖言在正史上王建是位溫柔的君主) 表面上只重視王太子正胤，但內心十分關心從小受到委屈又被送到遠方當養子的四皇子王昭。 | 康熙帝                      |          | 何偉誠                            | 袁德基   |
| 朴智英 | 忠州院皇后劉氏   | 高麗太祖第三夫人，王堯、王昭、王貞生母，忠州地方豪族劉兢達之女。 為了留住太祖的寵愛，將三皇子王堯傾盡全力栽培，卻把年幼的四皇子王昭當作爭寵的籌碼，在王昭臉上留下永久性的傷疤，自此內心再也不認定這個兒子。 見不得太祖臨幸其他女人，年輕時設計讓黃州院皇后和吳尚宮喝藥流產，造成兩人帶著隱疾度過餘生。                                                                                           | 孝恭仁皇后                  | 魏晶琦   | 鄧潔麗                            | 吳梅     |
| 鄭景順 | 黃州院皇后皇甫氏 | 高麗太祖第四夫人，王旭、皇甫妍華生母。 恭謙溫良、與世無爭，為了子女甘願向忠州院皇后低頭。年輕時遭忠州院皇后誣陷為讓吳尚宮喝藥流產的兇手，與兒女被流放異地。 | 良妃                        | 梁雅雯   | 王綺婷                            | 姜麗儀   |
| 姜漢娜 | 皇甫妍華         | 黃州院皇后之女，八皇子王旭同母妹妹。愛慕四皇子王昭，討厭解樹。 太祖最寵愛的女兒，擁有高貴的身分及美貌，但個性驕縱。為了鞏固家族地位，不擇手段的想將王旭推上王位，最後卻嫁給王昭成為皇后，要求王昭立自己的兒子為正胤當作條件拋棄王旭。 | 孝敬憲皇后                  | 陶敏嫻   | 鄭家蕙                            | 羅婉楓   |
| 金山浩 | 王武             | 王太子（正胤）。吳氏之子。 從小被寄予重任，有著善良的心和高強的武藝，因為是太祖登基前唯一兒子，且在沙場征戰有功被冊立為王太子，太祖駕崩後遵從遺詔成為惠宗，最後被八皇子王旭長期下毒害死。 當年除了太祖與忠州院皇后之外，親眼見到年幼四皇子被劃傷。 | 胤礽 （廢太子/二爺）        | 宋昱璁   | 陳啟熾                            | 蘇裕邦   |
| 洪宗玄 | 王堯             | 三皇子。劉氏長子，王昭、王貞同母兄長。 性格狡猾、残忍、傲慢且雄心勃勃。喜歡皇甫妍華。本因謀反太祖被四皇子王昭追殺，重傷跌落山崖行蹤不明，多年後又出現趕盡殺絕成為定宗。親眼目睹外夷大使慘遭雷擊身亡後開始會出現當年王太子王武跟十皇子王銀死前的幻覺而精神不濟，在一次王昭的突襲下心臟病發死亡。                                                                                                  | 胤禔（皇長子） 胤祉（三爺） |          | 蔡忠衛（前期） 簡懷甄(第15集接替) | 周倚天   |
| 尹善宇 | 王垣             | 九皇子，庾氏之子。 傲慢貪婪又自以為是。常用昂貴的服飾來打扮自己，認為自己比其他兄弟更有資格成為君主。與三皇子王堯和八皇子王旭同盟，最後被賜毒藥判死。 | 胤禟（九爺）                |          | 鄧肇基                            | 鄧燦陽   |
| 邊伯賢 | 王銀             | 十皇子，王氏之子，高麗開國功臣王規的外孫。 個性天真無邪，沒有成為君主的野心，對玩樂特別感興趣，最愛的玩具是彈弓。手藝精巧，會用毛巾做娃娃及做紙船。 是解樹在高麗的第一個朋友，解樹是他的初戀。 原先對於夫人朴順德很不耐煩，但婚後逐漸被她的癡心所打動，最後（第十五集）也承認喜歡順德，並說了想生兩男兩女的願望。 外祖父被三皇子王堯誣陷叛國而遭到追殺，最後被三皇子射箭殺死。                   | 胤䄉（十爺）                |          | 張振熙                            | 潘昀雋   |
| 南柱赫 | 王伯牙           | 十三皇子。 生母金氏為前代新羅王朝的公主，雖有著高貴的血統，但也正因為前朝血統使其與王位無緣。享受著閒散皇子的生活。優雅，精通藝術和樂器，有一顆溫暖的心。是解樹最好的朋友，也是最理解解樹的人。 起初喜歡解樹堂姐解明，後與雨熙相愛，最後卻失去雨熙而痛苦，自認無法為朝廷貢獻一己之力選擇離開四皇子王昭。                                                                                         | 胤祥（十三爺）              | 宋昱璁   | 梁皓翔                            | 杜景煜   |
| 金志洙 | 王貞             | 十四皇子，劉氏么子，王堯、王昭同母弟弟，深受劉氏疼愛。 對武術很感興趣，立志成為一位偉大的戰士。 因解樹曾不顧危險的解救過他，而開始對她有好感，稱解樹為「姐姐」。明知解樹深愛哥哥王昭依然要求定宗為自己下詔指婚，借此保護解樹，但在解樹病危之際擅自將解樹提筆轉交給王昭的信封修改成自己的筆跡，讓王昭以為是弟弟上呈的信件全都不加理會，最終只能讓王昭見到解樹的骨灰。後代替王昭與解樹撫養其女兒。 | 胤禵（十四爺）              |          | 杜景煜                            | 陳啟熾   |
| 朴詩恩 | 解明             | 八皇子王旭的正室夫人，解樹的堂姐。 擁有優雅的外貌，在文藝上造詣極深，但體弱多病。 對王旭一片癡心，在當年王旭尚未恢復皇子身份時堅持嫁給王旭，後來知道王旭對解樹的感情決定祝福。最後在王旭的背上死去。 | 郭絡羅·明慧 馬爾泰·若蘭     | 陶敏嫻   | 王慧珠                            | 王慧珠   |
|        | 小廣州院夫人王氏 | 十皇子王銀之母。 三皇子王堯奪位後，父親王規被誣陷叛國遭受滅門之禍。 |                             |          |                                   |          |

### 周圍人物
| 演員   | 角色     | 介紹 | 原著角色              | 粵語配音                          | 粵語配音 |
| 演員   | 角色     | 介紹 | 原著角色              | 有線／樂視                        | Viu      |
| 徐朱玄 | 雨熙     | 擅長劍舞的妓生。真實身分為後百濟統治者甄萱第四子甄金剛唯一生存下來的女兒。與十三皇子伯牙相愛。 族人們都被太祖殺害而引起對太祖的殺機。因流浪到高麗後百濟百姓與高麗王朝有衝突，身為後百濟的公主決定犧牲自己換回兩族的和平，便在城牆邊掛上三韓一統的白布條並當著伯牙和百姓面前跳樓殉國。 | 綠蕪                  | 楊婉潼                            | 王慧珠   |
| 金成均 | 崔知夢   | 高麗太祖身邊的天文占卜家。 自年少起與皇太子王武交好，太祖駕崩後也是無條件支持王武登基，王武遭毒害駕崩後支持四皇子王昭，卻在王昭登基穩定國勢後選擇離宮。 疑似與解樹一樣曾經死而復生，故兩人之間不論在現代及高麗都有著微妙的共鳴，也知道解樹可能來自未來的世界。 | 原創角色              | 李家傑                            | 李家傑   |
| 秦基周 | 彩鈴     | 曾經是九皇子王垣的貼身侍女，後來成為八皇子王旭府邸侍女，也是解樹貼身侍女兼玩伴，解樹則視其為親妹妹般存在。 有著不幸的童年，一肩扛起家庭重擔。年幼時受過王垣幫助，喜歡王垣，替其在茶美院做奸細，受到指使（王旭的計畫）在皇太子王武的浴池中浸入水銀長達兩年，導致王武中毒身體日漸衰弱。光宗即位後原本有機會出宮還俗，卻被王垣勸留打算繼續對光宗不利，最終因東窗事發以亂杖刑處死。從未得到王垣的愛，只是被王垣藉著愛慕之心而利用。而彩鈴的死讓解樹對皇室更加不信任，與王昭的感情也開始出現裂痕。 | 玉檀 巧慧             | 楊婉潼                            | 石梓晴   |
| 禹喜珍 | 吳秀蓮   | 茶美院掌事尚宮，解樹的上司。 太祖一生最愛的女人，礙於皇族身份地位無法正式納入後宮，故建立茶美院並交由全權掌管。 認為解樹活得像年輕的自己，因此對她視如己出，一眼看透四皇子王昭和八皇子王旭對解樹抱持異心，最後為了解救解樹甘願背上毒殺皇子的罪名，以絞刑處死（第11集）。 |                       | 王慧珠                            | 石梓晴   |
| 成東鎰 | 朴守卿   | 四皇子王昭最親近的大將軍，個性有些耿直、木訥，是個超疼女兒的父親，原本意屬將女兒嫁給十三皇子伯牙或是十四皇子王貞，但女兒的堅持便請太祖為女兒及十皇子王銀指婚。看出王昭的資質，並在其爭取王位時助其一臂之力。王昭登基後選擇離宮歸鄉。 | 蘇完瓜爾佳王爺 年羹堯 | 蔡忠衛（前期） 鄧肇基(第15集接替) | 周鑫霆   |
| 池赫拉 | 朴順德   | 朴守卿的女兒。 從小就跟著父親上戰場學習武術。喜歡十皇子王銀，不顧父親的反對就是為了與小時候的初戀在一起。因王銀家族被冠上叛國罪名連同遭到三皇子王堯追殺，為了保護王銀死在王堯軍隊手下。 | 郭絡羅·明玉（十福晉） | 王綺婷                            | 王慧珠   |
| 朴正赫 | 王式廉   | 太祖的堂弟，初為軍部書史，後御賜匡國翊贊功臣，雖然擁有強大的實力，但只會在王位鬥爭中安靜的觀望，服從於勝出者。 |                       |                                   | 鄧燦陽   |
| 金剛日 | 信川康氏 | 出身信川地方豪族，為王建曾祖母貞和皇后的母族。 | 隆科多                |                                   |          |
| 崔秉默 | 朴英規   | 雨熙的姑丈，曾為甄萱的侍衛並娶甄萱之女為妻，後百濟滅亡後成為高麗王朝的佐丞。對他而言，背叛就像是一種習慣。 |                       |                                   |          |
|        | 王規     | 十皇子王銀的外祖父。高麗王朝的開國功臣之一，官拜大匡。後遭三皇子王堯誣陷叛國受滅門之禍。 |                       |                                   |          |

### 其他人物
- 邊佑錫：飾演 齊東，高夏真前男友。
- 李浩貞：飾演 艾羅，高夏真的朋友，與齊東劈腿。
- 南成俊（朝鲜语：남성준）
- 李彩敏（朝鲜语：이채민）
- 柳必蘭（유필란）
- 姜文慶（강문경）
- 金明中（김명중）
- 金光泰（김광태）
- 高進明（고진명）
- 智成根（지성근）
- 柳仁錫（유인석）
- 咸進成（함진성）
- 車相美（차상미）
- 崔允俊（최윤준）
- 申惠善（신혜선）

## 原聲帶
- Part.1（發行日期：2016年8月25日）[3]

| 曲序 | 曲目                | 演唱                          | 时长 |
| ---- | ------------------- | ----------------------------- | ---- |
| 1.   | 為了你（너를 위해） | Chen、伯賢、Xiumin（EXO-CBX） | 3:16 |
| 2.   | 為了你（Inst.）     |                               | 3:16 |

- Part.2（發行日期：2016年8月29日）[5]

| 曲序 | 曲目             | 演唱         | 时长 |
| ---- | ---------------- | ------------ | ---- |
| 1.   | Say Yes          | Loco & Punch | 3:38 |
| 2.   | Say Yes（Inst.） |              | 3:38 |

- Part.3（發行日期：2016年8月31日）[6]

| 曲序 | 曲目                            | 演唱  | 时长 |
| ---- | ------------------------------- | ----- | ---- |
| 1.   | 我愛你，記住你（사랑해 기억해） | I.O.I | 4:06 |
| 2.   | 我愛你，記住你（Inst.）         |       | 4:06 |

- Part.4（發行日期：2016年9月6日）[7]

| 曲序 | 曲目                              | 演唱    | 时长 |
| ---- | --------------------------------- | ------- | ---- |
| 1.   | 忘記你這件事（그대를 잊는다는건） | Davichi | 3:12 |
| 2.   | 忘記你這件事（Inst.）             |         | 3:12 |

- Part.5（發行日期：2016年9月13日）[8]

| 曲序 | 曲目                  | 演唱             | 时长 |
| ---- | --------------------- | ---------------- | ---- |
| 1.   | All With You          | 太妍（少女時代） | 4:00 |
| 2.   | All With You（Inst.） |                  | 4:00 |

- Part.6（發行日期：2016年9月20日）[10]

| 曲序 | 曲目                                                | 演唱      | 时长 |
| ---- | --------------------------------------------------- | --------- | ---- |
| 1.   | 能聽見我的心嗎（내 마음이 들리나요（feat.李遐怡）） | Epik High | 4:06 |
| 2.   | 能聽見我的心嗎（Inst.）                             |           | 4:06 |

- Part.7（發行日期：2016年9月21日）[12]

| 曲序 | 曲目                                  | 演唱   | 时长 |
| ---- | ------------------------------------- | ------ | ---- |
| 1.   | 像愛情又不像愛情（사랑인 듯 아닌 듯） | 白娥娟 | 3:23 |
| 2.   | 像愛情又不像愛情（Inst.）             |        | 3:23 |

- Part.8（發行日期：2016年9月27日）[13]

| 曲序 | 曲目               | 演唱       | 时长 |
| ---- | ------------------ | ---------- | ---- |
| 1.   | 告白（고백합니다） | SG Wannabe | 3:40 |
| 2.   | 告白（Inst.）      |            | 3:40 |

- Part.9（發行日期：2016年9月28日）[14]

| 曲序 | 曲目                      | 演唱   | 时长 |
| ---- | ------------------------- | ------ | ---- |
| 1.   | 終究會回來（꼭 돌아오리） | 任善惠 | 3:26 |
| 2.   | 終究會回來（Inst.）       |        | 3:26 |

- Part.10（發行日期：2016年10月4日）[15]

| 曲序 | 曲目              | 演唱   | 时长 |
| ---- | ----------------- | ------ | ---- |
| 1.   | 我的愛（내 사랑） | 李遐怡 | 3:41 |
| 2.   | 我的愛（Inst.）   |        | 3:41 |

- Part.11（發行日期：2016年10月5日）[16]

| 曲序 | 曲目        | 演唱   | 时长 |
| ---- | ----------- | ------ | ---- |
| 1.   | 風（바람）  | 鄭承煥 | 3:37 |
| 2.   | 風（Inst.） |        | 3:37 |

- Part.12（發行日期：2016年10月11日）[17]

| 曲序 | 曲目                 | 演唱       | 时长 |
| ---- | -------------------- | ---------- | ---- |
| 1.   | Be With You          | 樂童音樂家 | 3:06 |
| 2.   | Be With You（Inst.） |            | 3:06 |

- Part.13（發行日期：2016年10月11日）[18]

| 曲序 | 曲目                                 | 演唱   | 时长 |
| ---- | ------------------------------------ | ------ | ---- |
| 1.   | 再見(Feat. Loco)（안녕(Feat. 로코)） | 任道赫 | 4:28 |
| 2.   | 再見(Feat. Loco)（Inst.）            |        | 4:28 |

- OST（發行日期：2016年10月25日）[19]

CD1
| 曲序 | 曲目                                                | 演唱                          | 时长 |
| ---- | --------------------------------------------------- | ----------------------------- | ---- |
| 1.   | 為了你（너를 위해）                                 | Chen、伯賢、Xiumin（EXO-CBX） | 3:16 |
| 2.   | Say Yes                                             | Loco & Punch                  | 3:38 |
| 3.   | 我愛你，記住你（사랑해 기억해）                     | I.O.I                         | 4:06 |
| 4.   | 忘記你這件事（그대를 잊는다는건）                   | Davichi                       | 3:12 |
| 5.   | All With You                                        | 太妍（少女時代）              | 4:00 |
| 6.   | 能聽見我的心嗎（내 마음이 들리나요（feat.李遐怡）） | Epik High                     | 4:06 |
| 7.   | 像愛情又不像愛情（사랑인 듯 아닌 듯）               | 白娥娟                        | 3:23 |
| 8.   | 告白（고백합니다）                                  | SG Wannabe                    | 3:40 |
| 9.   | 終究會回來（꼭 돌아오리）                           | 任善惠                        | 3:26 |
| 10.  | 我的愛（내 사랑）                                   | 李遐怡                        | 3:41 |
| 11.  | 風（바람）                                          | 鄭承煥                        | 3:37 |
| 12.  | Be With You                                         | 樂童音樂家                    | 3:06 |
| 13.  | 再見(Feat. Loco)                                    | 任道赫                        | 4:28 |

CD2
| 曲序 | 曲目                  | 演唱            | 时长 |
| ---- | --------------------- | --------------- | ---- |
| 1.   | The Prince            | Various Artists | 2:02 |
| 2.   | Agonal Howl           | Various Artists | 2:56 |
| 3.   | Haesu                 | Various Artists | 2:05 |
| 4.   | Wraith                | Various Artists | 2:30 |
| 5.   | One For Me            | Various Artists | 2:40 |
| 6.   | Wing Of Goryeo        | Various Artists | 4:32 |
| 7.   | Appassionata          | Various Artists | 2:11 |
| 8.   | Vendetta              | Various Artists | 1:53 |
| 9.   | Be Your Love          | Various Artists | 2:55 |
| 10.  | Gesture Of Resistance | Various Artists | 4:39 |
| 11.  | Love Of Haesu         | Various Artists | 3:00 |
| 12.  | Pastoral Morning      | Various Artists | 2:45 |
| 13.  | Great Nebula          | Various Artists | 4:03 |
| 14.  | The Sorrow Of Prince  | Various Artists | 2:28 |
| 15.  | Battle Bobo           | Various Artists | 2:28 |

### 其他搭配歌曲
- 台灣衛視中文台版本
  - 片頭曲：郭靜《該忘的日子》
  - 片尾曲：吳克群《孤獨是會上癮的》

## 收視率
| 集數 | 播出日期   | 標題         | TNmS 收視率      | TNmS 收視率    | AGB 收視率       | AGB 收視率     |
| 集數 | 播出日期   | 標題         | 大韓民國（全國） | 首爾（首都圈） | 大韓民國（全國） | 首爾（首都圈） |
| ---- | ---------- | ------------ | ---------------- | -------------- | ---------------- | -------------- |
| 特輯 | 2016/08/27 |              | 3.7%             | 4.2%           | 3.6%             | 4.0%           |
| 1    | 2016/08/29 | 穿越到高麗   | 7.9%             | 9.1%           | 7.4%             | 8%             |
| 2    | 2016/08/29 | 昭的真容     | 8.9%             | 10%            | 9.3%             | 10.4%          |
| 3    | 2016/08/30 | 幕後身分     | 7.1%             | 7.8%           | 7%               | 8%             |
| 4    | 2016/09/05 | 拼棄皇子身分 | 6.1%             | 6.7%           | 5.7%             | 6.3%           |
| 5    | 2016/09/06 | 第一次遇見你 | 6.2%             | 6.8%           | 6.0%             | 7.3%           |
| 6    | 2016/09/12 | 割腕自殘     | 5.1%             | 7.7%           | 5.7%             | 6.8%           |
| 7    | 2016/09/13 | 茶美院的宮女 | 5.2%             | 6.4%           | 5.8%             | 6.6%           |
| 8    | 2016/09/19 | 求雨祭祀     | 5.3%             | 5.8%           | 6.9%             | 8.6%           |
| 9    | 2016/09/20 | 他就是光宗   | 6.1%             | 6.4%           | 6.2%             | 7.9%           |
| 10   | 2016/09/26 | 求婚         | 6.4%             | 7.4%           | 7.1%             | 8.2%           |
| 11   | 2016/09/27 | 長跪求情     | 6.5%             | 6.7%           | 7.5%             | 8.5%           |
| 12   | 2016/10/03 | 刺殺         | 6.8%             | 7.1%           | 7.9%             | 8.8%           |
| 13   | 2016/10/04 | 天德殿之變   | 7.3%             | 7.5%           | 8.2%             | 9.3%           |
| 14   | 2016/10/10 | 敞開心扉     | 6.5%             | 7.0%           | 6.8%             | 7.5%           |
| 15   | 2016/10/11 | 追殺銀和順德 | 8.7%             | 9.2%           | 8.2%             | 9.2%           |
| 16   | 2016/10/18 | 試探         | 5.8%             | 6.2%           | 5.9%             | 6.8%           |
| 17   | 2016/10/24 | 高麗的第三代 | 9.9%             | 10.6%          | 9.8%             | 10.6%          |
| 18   | 2016/10/25 | 皇后的位置   | 10.7%            | 10.6%          | 10.1%            | 11.2%          |
| 19   | 2016/10/31 | 出宮         | 9.0%             | 10.1%          | 9.0%             | 9.8%           |
| 20   | 2016/11/01 | 最後一面     | 10.8%            | 11.8%          | 11.3%            | 12.2%          |

## 提名&得獎列表
| 年度   | 頒獎典禮                    | 獎項                                | 入圍者    | 結果 | 備註          |
| 2016年 | SBS演技大賞                 | 大賞                                | 李準基    | 提名 | [ 25 ] [ 26 ] |
| 2016年 | SBS演技大賞                 | 幻想及體裁類電視劇 男子最優秀演技賞 | 李準基    | 提名 | [ 25 ] [ 26 ] |
| 2016年 | SBS演技大賞                 | 幻想類電視劇 男子優秀演技賞         | 姜河那    | 獲獎 | [ 25 ] [ 26 ] |
| 2016年 | SBS演技大賞                 | 幻想類電視劇 男子優秀演技賞         | 洪宗玄    | 提名 | [ 25 ] [ 26 ] |
| 2016年 | SBS演技大賞                 | 幻想類電視劇 女子優秀演技賞         | 姜漢娜    | 提名 | [ 25 ] [ 26 ] |
| 2016年 | SBS演技大賞                 | 幻想類電視劇 男子特別演技賞         | 金成均    | 提名 | [ 25 ] [ 26 ] |
| 2016年 | SBS演技大賞                 | 幻想類電視劇 女子特別演技賞         | 徐玄      | 獲獎 | [ 25 ] [ 26 ] |
| 2016年 | SBS演技大賞                 | 最佳情侶賞                          | 李準基&IU | 獲獎 | [ 25 ] [ 26 ] |
| 2016年 | SBS演技大賞                 | 韓流明星賞                          | 李準基    | 獲獎 | [ 25 ] [ 26 ] |
| 2016年 | SBS演技大賞                 | 韓流明星賞                          | IU        | 提名 | [ 25 ] [ 26 ] |
| 2016年 | SBS演技大賞                 | 十大明星賞                          | 李準基    | 獲獎 | [ 25 ] [ 26 ] |
| 2016年 | SBS演技大賞                 | 新星賞                              | 伯賢      | 獲獎 | [ 25 ] [ 26 ] |
| 2016年 | SBS演技大賞                 | IDOL ACADEMY－感動人物賞            | IU        | 獲獎 | [ 25 ] [ 26 ] |
| 2016年 | 台灣 KKTV                   | 年度風雲人物                        | 李準基    | 獲獎 | [ 27 ]        |
| 2017年 | 第53屆百想藝術大賞—電視部門 | 女子新人演技賞                      | 姜漢娜    | 提名 |               |
| 2017年 | 第53屆百想藝術大賞—電視部門 | 男子人氣賞                          | 伯賢      | 提名 |               |
| 2017年 | 第53屆百想藝術大賞—電視部門 | 男子人氣賞                          | 李準基    | 提名 |               |
| 2017年 | 第53屆百想藝術大賞—電視部門 | 女子人氣賞                          | IU        | 提名 |               |

## 腳註
1. ↑  . Kpopn 韓娛最前線. 2016-01-04  [2024-12-29]. （原始内容存档于2016-01-07） （中文（臺灣））.
2. ↑  .   [2016-07-04]. （原始内容存档于2020-11-26）.
3. ↑  . （原始内容存档于2022-03-01）.
4. ↑  《步步驚心-麗》再添華麗陣容！EXO Chen、伯賢、Xiumin主唱OST《為你》！ 的存檔，存档日期2016-10-30.vlovekpop（中文）
5. ↑  . （原始内容存档于2022-03-01）.
6. ↑  . （原始内容存档于2022-03-01）.
7. ↑  . （原始内容存档于2022-03-01）.
8. ↑  . （原始内容存档于2022-03-01）.
9. ↑  為忙內徐賢獻聲！太妍參與《步步驚心：麗》OST！強大陣容再添一員！ （页面存档备份，存于）vlovekpop（中文）
10. ↑  . （原始内容存档于2022-03-01）.
11. ↑  繼泰妍後這次是Epik High！連同李遐怡為《步步驚心：麗》OST獻聲！ （页面存档备份，存于）vlovekpop（中文）
12. ↑  . （原始内容存档于2022-03-01）.
13. ↑  . （原始内容存档于2022-03-01）.
14. ↑  . （原始内容存档于2022-03-01）.
15. ↑  . （原始内容存档于2022-03-01）.
16. ↑  . （原始内容存档于2022-03-01）.
17. ↑  . （原始内容存档于2022-03-01）.
18. ↑  . （原始内容存档于2022-03-01）.
19. ↑  . （原始内容存档于2022-03-01）.
20. ↑  .   [2015-12-28]. （原始内容存档于2018-01-17）.
21. ↑  AGB닐슨 미디어리서치 홈페이지 的存檔，存档日期2013-12-26.
22. ↑  因花樣旅行延後至9/4播出 故8/29月之戀人－步步驚心：麗連播2集
23. ↑  因直播棒球赛事,《月之恋人 - 步步惊心 : 丽》延迟10分钟播出导致收视下滑
24. ↑  因直播棒球赛事,《月之恋人 - 步步惊心 : 丽》在10/17暂停播出一集,但中国优酷工作人员的疏失误播第16集,导致第16集的影片流出
25. ↑   [[SBS Drama Awards] Han Suk-gyu, Daesang... "Doctor Crush" takes seven awards]. Star News. January 1, 2017  [January 1, 2017]. （原始内容存档于2017-01-04） （韩语）.
26. ↑  . Focus News. December 31, 2016  [January 1, 2017]. （原始内容存档于2017年1月4日） （韩语）.
27. ↑  .   [2017-01-24]. （原始内容存档于2020-09-28）.

## 外部連結
- 韓國SBS官方網站 （页面存档备份，存于）
- 月之戀人—步步驚心：麗的Facebook專頁
- 香港有線電視官方網站 （页面存档备份，存于）（繁體中文）

| SBS 月火劇                                | SBS 月火劇                                               | SBS 月火劇 |
| ----------------------------------------- | -------------------------------------------------------- | ---------- |
|                                           | 月之戀人－步步驚心：麗 （2016年8月29日 - 2016年11月1日） |            |
| Doctors （2016年6月20日 - 2016年8月23日） | 浪漫醫生金師傅 （2016年11月7日 - 2017年1月17日）         |            |

| 新加坡、 马来西亚、 柬埔寨、 印度尼西亞、 SONY ONE HD 星期一至二 21:00-22:15 (與韓國同日時間播出) | 新加坡、 马来西亚、 柬埔寨、 印度尼西亞、 SONY ONE HD 星期一至二 21:00-22:15 (與韓國同日時間播出) | 新加坡、 马来西亚、 柬埔寨、 印度尼西亞、 SONY ONE HD 星期一至二 21:00-22:15 (與韓國同日時間播出) |
| ------------------------------------------------------------------------------------------------- | ------------------------------------------------------------------------------------------------- | ------------------------------------------------------------------------------------------------- |
|                                                                                                   | 月之戀人－步步驚心：麗 （2016年8月29日 - 2016年11月1日）                                          |                                                                                                   |
| Doctors （2016年6月21日 - 2016年8月24日）                                                         | 浪漫醫生金師傅 （2016年11月8日 - 2017年1月18日）                                                  |                                                                                                   |

| 臺灣 星衛娛樂台 星期日 22:00 - 00:00（兩集連播）                        | 臺灣 星衛娛樂台 星期日 22:00 - 00:00（兩集連播） | 臺灣 星衛娛樂台 星期日 22:00 - 00:00（兩集連播）             |
| ----------------------------------------------------------------------- | ------------------------------------------------ | ------------------------------------------------------------ |
|                                                                         | 步步驚心：麗 （2016年9月25日 - 2016年12月25日）  |                                                              |
| 最後的刑警 （2016年8月28日 - 2016年9月18日）                            | 繼承者們 （2017年1月1日 - 2017年3月5日）         |                                                              |
| 臺灣 衛視中文台 星期一至五 22:00 - 23:00 · 12月26日至28日 21:00 - 23:00 |                                                  |                                                              |
| 主君的太陽（21:00 - 23:00） （2016年12月7日 - 2016年12月23日）          | 步步驚心：麗 （2016年12月23日 - 2017年1月26日）  | 我的維納斯（21:00 - 00:00） （2017年1月27日 - 2017年2月7日） |
| 臺灣 FOX、FOX HD 星期一至五 20:00 - 21:00                               |                                                  |                                                              |
| 製作人的那些事 （2017年1月6日 - 2017年2月7日）                          | 步步驚心：麗 （2017年2月8日 - 2017年3月17日）    | 愛的兩人三角 （2017年3月20日 - 2017年4月26日）               |

| 香港 有線劇集台 星期一至五 22:00 - 23:00      | 香港 有線劇集台 星期一至五 22:00 - 23:00     | 香港 有線劇集台 星期一至五 22:00 - 23:00 |
| --------------------------------------------- | -------------------------------------------- | ---------------------------------------- |
|                                               | 步步驚心：麗 （2017年4月4日 - 2017年5月8日） |                                          |
| 最後的灰姑娘 （2017年3月20日 - 2017年4月3日） | 不夜城 （2017年5月9日 - 2017年6月13日）      |                                          |

| 新傳媒U頻道 星期一至五 22:00 - 23:00        | 新傳媒U頻道 星期一至五 22:00 - 23:00                   | 新傳媒U頻道 星期一至五 22:00 - 23:00 |
| ------------------------------------------- | ------------------------------------------------------ | ------------------------------------ |
|                                             | 月之戀人－步步驚心：麗 （2017年6月1日 - 2017年7月6日） |                                      |
| 太阳的后裔 （2017年5月3日 - 2017年5月31日） | 鬼同你OT （2017年7月7日 - 2017年8月15日）              |                                      |